# António Joaquim Ribeiro Gomes de Abreu
Joaquim Ribeiro Gomes de Abreu (Moreira do Rei, Fafe, 22 de Fevereiro de 1809 – Bronnbach, Baviera, 15 de Junho de 1867) foi um médico, professor e jornalista português que defendeu a legitimização da descendência de D. Miguel I para reinar Portugal. Tendo sido o preceptor do seu filho mais velho D. Miguel II.
É uma das personagens do romance «Terra prometida», de Alberto Pimentel.

## Biografia
Natural de Monte Longo e filho de João Ribeiro de Novais, foi baptizado em 24 de Fevereiro de 1812.
Matriculou-se na Universidade de Coimbra primeiro em Matemática e Filosofia, a 31 de Outubro de 1838, e depois em Medicina, a 10 de Outubro de 1842.
Tendo obtido o grau de Bacharel em 23 de Junho de 1848, e de Doutor em Medicina em 22 de Maio de 1852 e que se veio a realizar em 23 de Maio do mesmo ano.
No dia 17 de Outubro de 1844, a Revista Universal Lisbonense publicou uma carta enviada por um grupo composto por um farmacêutico e três estudantes da zona de Guimarães, sendo ele um deles, em que davam notícia da descoberta de uma nascente de água férrea em Creixomil.
Enquanto professor substituto, na mesma universidade, terá dado a cadeira da Clínica das Mulheres (1855-1856).
Depois terá exercido o cargos de Fiscal da Faculdade de Medicina (1855-1856).
Em 1852, por fazer parte do Instituto da Academia Dramática de Coimbra coube-lhe fazer um discurso fúnebre, em memória de um outro membro nesse ano falecido. Terá igualmente sido relator e secretário da comissão que fez os primeiros estatutos da Sociedade Philantropico-Academica de Coimbra, aprovados em 25 de Fevereiro de 1863. Entidade filantrópica que neles se propunha apoiar os estudantes com falta de recursos financeiros.
É um dos quarenta sócios fundadores da Comissão Central do 1.º de Dezembro que em 25 de agosto de 1861 são signatários do seu primeiro manifesto patriótico anti-iberista.

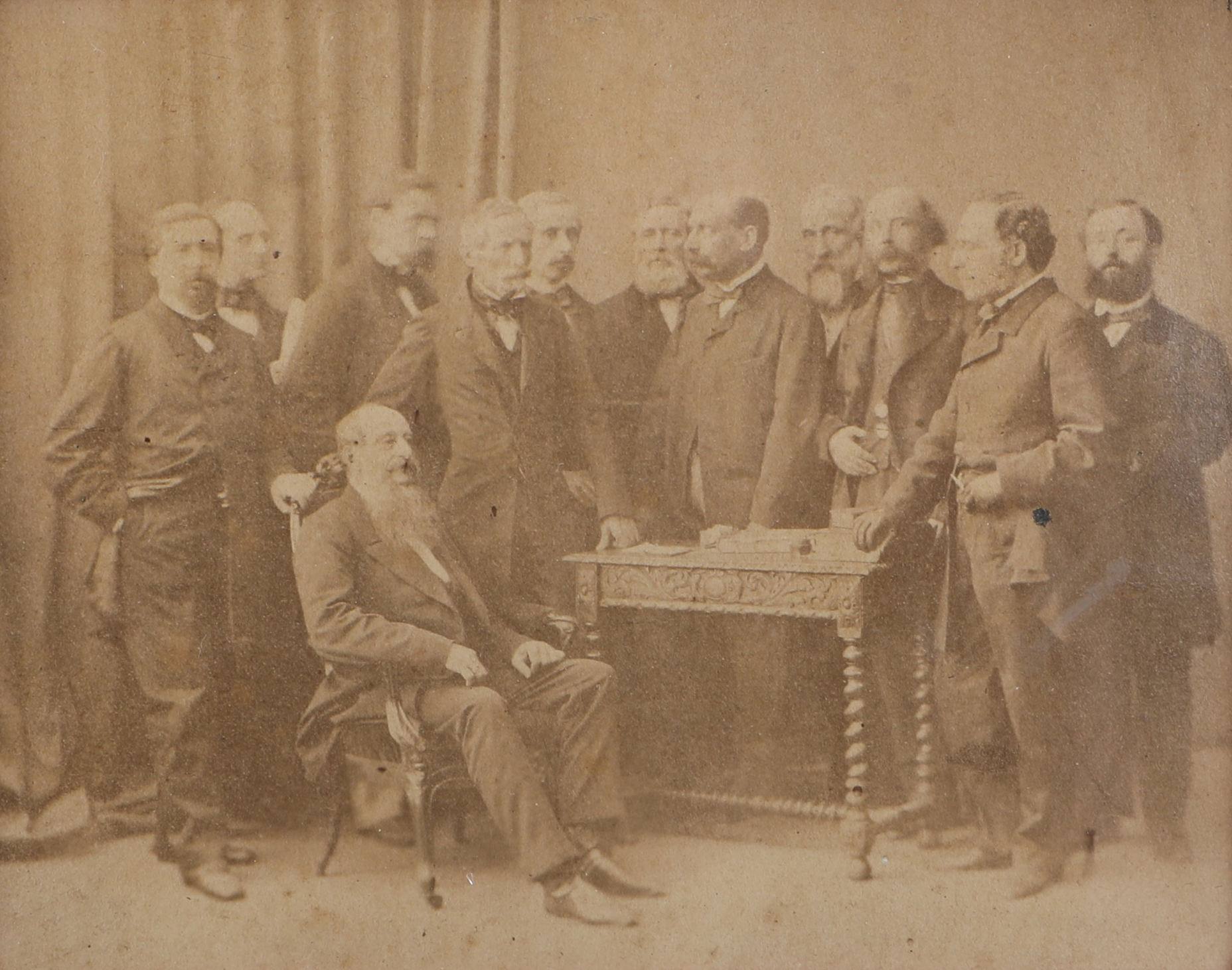
D. Miguel I de Portugal, no exílio, tendo à volta um grupo de legitimistas mostrando o seu apoio. Vêem-se as seguintes individualidades, da esquerda para a direita: João de Lemos Seixas Castelo Branco; Dr. Carlos Zeferino Pinto Coelho; Conde de Avintes (Marquês de Lavradio); Conde de Bobadela; Marquês de Abrantes; José Izidoro Mouzinho; Francisco de Lemos; António Joaquim Ribeiro Gomes de Abreu; António Pereira da Cunha; Conde de São Martinho e António Pinto Saraiva. Londres, c. 1862.

Em 1862, está em Londres e surge numa fotografia com D. Miguel I de Portugal, junto ao grupo do Partido Legitimista que apoiavam o rei no exílio.
Chamado à Alemanha por D. Miguel para tomar conta do seus filhos, parte em Agosto de 1863.
Deixou vários artigos dispersos em jornais e revistas, com destaque para o Jornal da Sociedade das Sciencias Medicas de Lisboa, da qual foi o redactor principal, na Revista Académica, no jornal religioso A Missão Portugueza, do qual foi um dos fundadores e primeiros redactores em 1854, e foi também um dos principais redatores de A Nação, jornal político legitimista, desde a sua fundação em 1848, assim como aparece igualmente como redator de O Catholico de 1851 a 1853, e ainda dirigiu outro jornal religioso que foi o Fé Catholica, de 1861 a 1867, em Lisboa.
Publicou a obra A «Organização dos estudos médicos em Portugal» (Lisboa, 1852) e escreveu «Refutação da Voz da Razão», que se encontra manuscrita.